# Dendronephthya multispinosa
Dendronephthya multispinosa är en korallart som beskrevs av Henderson 1909. Dendronephthya multispinosa ingår i släktet Dendronephthya och familjen Nephtheidae. Inga underarter finns listade i Catalogue of Life.